# Хван Чжан Ёп
Хван Чжан Ёп (кор. 황장엽, 17 февраля 1923, Кандон — 10 октября 2010, Сеул) — корейский государственный деятель, Председатель Президиума Верховного народного собрания КНДР (1972—1983), идеолог Трудовой партии Северной Кореи. Наиболее высокопоставленный беженец из КНДР.

## Биография
Родился в Кандоне (Пхёнан-Намдо, ныне пригород Пхеньяна). Учился в Пхеньяне, Токио и Москве (на философском факультете МГУ), занимался педагогической деятельностью. В 1946 году вступил в Трудовую партию Северной Кореи. В 1965 году утверждён президентом Университета имени Ким Ир Сена. Ему приписывается авторство официальной истории Северной Кореи, а также идеи чучхе, лежащей в основе северокорейской идеологии. Участвовал в подавлении внутрипартийной оппозиции в ТПК.
В 1972—1983 годах — Председатель Президиума Верховного народного собрания КНДР, сменил на этом посту Чхве Ён Гона.
В 1979—1997 годах — секретарь ЦК ТПК (до 1984 года — по вопросам науки и образования, с 1984 года — по международным делам), одновременно с 1988 года руководитель научно-исследовательского института по изучению истории партии.
С 1993 года возглавлял комитет по международным делам Верховного народного собрания КНДР, а с 1995 года — президент международного фонда «Чучхе».
В 1997 году бежал в Южную Корею, став самым высокопоставленным перебежчиком из КНДР. Там выпустил несколько книг против руководства КНДР, обвиняя Ким Чен Ира в предательстве идей чучхе и построении феодализма вместо социализма. Обнародовал сведения о секретных убежищах и подземных ходах республики. В июле 2010 года в Южной Корее по обвинению в подготовке покушения на Хван Чжан Ёпа к 10 годам тюрьмы были приговорены два гражданина КНДР, выдававших себя за беженцев. Скончался предположительно от острой сердечной недостаточности.
Был женат, имел сына и двух дочерей.